# Cratere Hipparchus (Luna)
Hipparchus è un grande cratere lunare di 143,95 km situato nella parte sud-orientale della faccia visibile della Luna.
Il cratere è dedicato all'astronomo greco antico Ipparco di Nicea.

## Crateri correlati
Alcuni crateri minori situati in prossimità di Hipparchus sono convenzionalmente identificati, sulle mappe lunari, attraverso una lettera associata al nome.
| Hipparchus | Coordinate          | Diametro (in km) |
| ---------- | ------------------- | ---------------- |
| B          | 6°59′24″S 1°43′48″E | 4,41             |
| C          | 7°24′36″S 8°12′36″E | 16,51            |
| D          | 4°28′12″S 2°06′00″E | 4,22             |
| E          | 4°13′48″S 2°13′48″E | 3,94             |
| F          | 4°12′00″S 2°28′12″E | 8,91             |
| G          | 5°01′48″S 7°24′00″E | 13,68            |
| H          | 5°28′48″S 2°16′48″E | 3,84             |
| J          | 7°35′24″S 3°12′00″E | 13,79            |
| K          | 6°58′12″S 2°09′36″E | 10,87            |
| L          | 6°52′12″S 9°00′00″E | 12,65            |
| N          | 4°51′00″S 4°58′48″E | 5,48             |
| P          | 4°45′S 2°42′E       | 5,02             |
| Q          | 8°30′00″S 2°52′12″E | 6,89             |
| T          | 7°09′00″S 3°31′48″E | 6,01             |
| U          | 6°46′12″S 3°33′00″E | 7,73             |
| W          | 5°04′48″S 7°43′12″E | 5,21             |
| X          | 5°51′00″S 4°53′24″E | 17,3             |
| Z          | 8°33′36″S 9°03′36″E | 5,64             |